# ماعون
ماعون  (بالعبرية: מָעוֹן) (بالإنجليزية: Ma'on)‏ موشاف استيطاني إسرائيلية، أقيمت عام 1981 في جنوب الضفة الغربية على أراضي يطا والكرمل في محافظة الخليل، وتقع إداريًا ضمن اختصاص مجلس جنوب جبل الخليل الإقليمي. في عام 2018 كان عدد سكانها 575 مستوطنًا.

## الوضع القانوني
يعتبر المجتمع الدولي المستوطنات الإسرائيلية في الضفة الغربية غير قانونية بموجب القانون الدولي، لكن الحكومة الإسرائيلية تعارض ذلك.